# 混同
混同（こんどう）とは、物権及び債権共通の消滅原因で、物権あるいは債権債務が同一人に帰属した場合に、併存させておく必要のない所有権以外の物権あるいは債権が消滅することをいう。日本の民法では物権法上の混同については179条、債権上の混同については520条で定められているが、これらは同旨の規定である。

## 物権法上の混同
物権法上の混同とは、同一物について所有権と他の物権（制限物権）が同一人に帰属した事実（民法179条1項）、または、所有権以外の物権及びこれを目的とする他の権利が同一人に帰属した事実（民法179条2項）をいう。

### 所有権と他物権の混同
- 原則
同一物について所有権及び他の物権が同一人に帰属したときは、当該の他の物権は消滅する（民法179条1項本文。土地賃借人が土地所有権を取得した場合につき大判昭5・6・12民集9巻532頁）。たとえば、A所有の甲土地について抵当権を有していたBが、Aから甲土地を買い受けた場合、Bの抵当権は混同によって消滅する。A所有の甲土地について地上権を有していたBが、相続によって甲土地の所有権を取得した場合も、Bの地上権は混同によって消滅する。
- 例外
その物又は当該の他の物権が第三者の権利の目的であるときは当該物権は消滅しない（民法179条1項但書）。その物が第三者の権利の目的であるときとは、土地が第二抵当権の権利の目的となっている場合に土地所有者が土地の第一抵当権を買い受けたときなどである。また、他の物権が第三者の権利の目的であるときとは、抵当権に転抵当が設定されている場合などである。

### 所有権以外の物権と他権利の混同
- 原則
所有権以外の物権及びこれを目的とする他の権利が同一人に帰属したときは、当該の他の権利は消滅する（民法179条2項前段）。地上権者がその地上権を目的とする抵当権を取得した場合などである。
- 例外
当該の権利が第三者の権利の目的であるときは当該権利は消滅しない（民法179条2項後段・民法179条1項但書）。
ただし、民法179条で消滅しないとされている場合にも、担保物権については被担保債権が混同（後述の債権法上の混同）により消滅した場合には付従性により担保物権も消滅する[2]。

### 占有権の適用除外
占有権は混同によって消滅しない（民法179条3項）。占有権は物の占有という事実状態そのものを法的に保護する権利であり、本権と併存しうるもので相互に連繋をもたないためである。

## 債権法上の混同

### 原則
債権法上の混同とは、債権及び債務が同一人に帰属することをいい、この場合、当該債権・債務は消滅する（民法520条本文）。自らに対して有する債権を存続させても無意味であるという理由による。
債務者が債権者を相続した場合、債権者たる会社が債務者たる会社を合併した場合、賃借人が目的物の所有権を買い戻した場合（大判昭和5・6・12民集9巻532頁）、債務者が自らに対する債権を譲り受けた場合などである。
なお、混同は連帯債務及び連帯保証において絶対的効力事由の一つである（440条（旧438条）、458条）。2017年改正の民法（2020年4月1日法律施行）で旧438条は条数変更により440条となった。
- 連帯債務
  - 連帯債務の場合、連帯債務者A・B・CのうちのAが債権者Dを相続したとき（又は債権を譲り受けたとき）には、混同によりAは弁済したものとみなされ、これによってBとCも債務を免れるとともにBとCはそれぞれの負担部分についてAから求償を受けることとなる[9]。民法438条は法律関係を簡易に決済する趣旨の規定であるが、BとCの連帯関係まで全面的に消滅させてしまうため債権の効力や担保力を弱める結果となっており債権者に不利益を生じることがある[9]。
  - 2017年改正の民法（2020年4月1日法律施行）で旧438条は条数変更により440条となった（不法行為責任が競合する場合に混同を相対効にしたほうが責任保険との関係で被害者保護に資するという意見があったが絶対効が維持され条数変更のみとなった）[8]。
- 連帯保証
  - 連帯保証人について混同があった場合、458条により440条（旧438条）が準用されるため絶対効となっている[8]。なお、2017年改正の民法（2020年4月1日法律施行）で絶対効の事由が限定され請求（旧434条）は相対効に変更された[8]（旧458条は旧434条から旧440条までの規定を準用していたが、連帯債務とは異なり負担部分のない規定については準用の余地がないため、旧434条と旧438条のみが準用され、両条以外の準用は否定されるとする学説が支配的であった[10]）。

### 例外
- 債権が第三者の権利の目的であるとき
自らに対して有する債権を存続させることに意味がある場合には混同の例外が認められる[5]。つまり、債権が第三者の権利の目的であるとき（当該債権が第三者の質権の目的となっている場合、または当該債権が第三者に差押えされている場合など）は、例外として債権は存続する（民法520条但書）。
相続の限定承認は混同の例外を明文で規定している例である（民法925条）[6]。また、組合員の1人が第三者から組合に対する債務を譲り受けても混同により消滅しない（大判昭11・2・25民集15巻281頁）[6]。
なお、家屋の賃借人が賃貸人からその家屋を贈与された場合には賃借権は混同により消滅するのであるが[6]、判例は、その所有権移転登記が完了されないまま後の譲受人が所有権移転登記を受けた場合には譲受人に対する関係では消滅した賃借権が復活すると判断したものがある（最判昭40・12・21民集19巻9号2221頁）[6]。

- 証券的債権
証券的債権は特定人間の給付関係という対人的性格が希薄で独立の財貨としての性質を取得し、独立性・流通性の観点から原則的に混同によって消滅しない（手形法11条・77条、小切手法14条参照）[11][6][7]。したがって、手形・小切手が手形債務者に裏書譲渡されたとしても債権が消滅することはなく、その手形・小切手をさらに譲渡することが可能である[6]。